# Lafe
La ville de Lafe est située dans le comté de Greene, dans l’État de l’Arkansas, aux États-Unis. Sa population s’élevait à 458 habitants lors du recensement de 2010, estimée à 462 habitants en 2016. 

## Histoire
Le premier Européen à peupler la région fut un Allemand du nom de Herman Toelken. Le 9 décembre 1889, une demande est adressée à l’United States Postal Service pour la création d’un bureau de poste du nom de « Newberry, Arkansas ». Cette demande est rejetée et le fonctionnaire des postes regroupe le prénom de ses filles pour créer le toponyme Loulyma. Le courrier est envoyé à Loulyma mais les colis le sont à Newberry. En 1901, un nouveau chef de bureau de poste, Lafayette Mueller, est nommé et décide de changer le nom de la localité. Le 21 mai 1902, les habitants nomment la ville Lafe en son honneur.

## Démographie
| Groupe      | Lafe  | Arkansas | États-Unis |
| ----------- | ----- | -------- | ---------- |
| Blancs      | 99,3  | 77,0     | 72,4       |
| Autres      | 0,7   | 23,0     | 27,6       |
| Total       | 100,0 | 100,0    | 100,0      |
| Hispaniques | 1,3   | 6,4      | 16,7       |

Selon l'American Community Survey, pour la période 2011-2015, 90,48 % de la population âgée de plus de 5 ans déclare parler l'anglais à la maison, 9,07 % l’espagnol et 0,45 % l'allemand.

## Source
- (en) Cet article est partiellement ou en totalité issu de l’article de Wikipédia en anglais intitulé « Lafe, Arkansas » (voir la liste des auteurs).

1. ↑  (en) « Lafe, AR Population - Census 2010 and 2000 », sur censusviewer.com.
2. ↑  (en) « Population of Arkansas - Census 2010 and 2000 », sur censusviewer.com.
3. ↑  (en) « Language spoken at home by ability to speak English for the population 5 years and over », sur factfinder.census.gov (consulté le 20 mars 2017).